# Arteria recurrente radial
La arteria recurrente radial o arteria recurrente radial anterior es una arteria que se origina como rama colateral de la arteria radial.

## Ramas
- Ramos para la parte externa del antebrazo.[1]

## Distribución
Asciende entre los músculos supinador largo y braquial anterior y se anastomosa delante del epicóndilo con las ramas de bifurcación anterior de la arteria colateral externa del húmero.